# Frank Zappa Plays the Music of Frank Zappa: A Memorial Tribute
Frank Zappa Plays the Music of Frank Zappa: A Memorial Tribute je posmrtné album Franka Zappy, vydané v roce 1996 a nahrané v druhé polovině 70. let 20. století.

## Seznam skladeb
Všechny skladby napsal Frank Zappa.
1. "Black Napkins" – 7:10
2. "Black Napkins" (verze z alba Zoot Allures) – 4:15
3. "Zoot Allures" – 15:45
4. "Merely a Blues in A" – 7:27
5. "Zoot Allures" (verze z alba Zoot Allures) – 4:05
6. "Watermelon in Easter Hay" – 6:42
7. "Watermelon in Easter Hay" (verze z alba Joe's Garage) – 8:42

## Sestava
- Frank Zappa – kytara, zpěv
- Terry Bozzio – bicí
- Napoleon Murphy Brock – tenor saxofon, zpěv
- Norma Bell – zpěv
- André Lewis – klávesy, zpěv
- Roy Estrada – basová kytara, zpěv
- Chester Thompson – bicí
- Tom Fowler – basová kytara
- George Duke – klávesy, zpěv
- Dave Parlato – basová kytara
- Ruth Underwood – marimba
- Lou Anne Neill – harfa
- Patrick O'Hearn – basová kytara
- Tommy Mars – klávesy
- Ed Mann – perkuse
- Adrian Belew – kytara
- Vinnie Colaiuta – bicí
- Arthur Barrow – basová kytara
- Peter Wolf – klávesy
- Warren Cuccurullo – kytara